# Bandeira progressista do orgulho
A bandeira progressista do orgulho, também chamada de bandeira do progresso (em inglês:  Progress pride flag) ou bandeira do orgulho LGBT inclusiva, é uma variante inclusiva da bandeira arco-íris LGBT que inclui listras de cores iteradas das bandeiras trans e de cor da Filadélfia. Ela inclui demais segmentos da comunidade LGBT, como transgeneridade e não binariedade, representadas pelas cores azul clara, rosa e branca, e a interseccionalidade de pessoas de cor, como pretos e pardos, e a luta antirracista, representadas pelas cores preta e marrom. A cor preta também é usada para incluir pessoas vivenciando HIV/AIDS.
Outras variantes semelhantes surgiram, de forma a incluir outros grupos minoritários, como de pessoas intersexo, trabalhadores sexuais, pessoas com deficiência, usando cores da bandeira da deficiência, entre outros. A inclusão de outras cores para representar esses grupos traz a sensação de inerência e pertencimento dentro da comunidade.
A bandeira do progresso foi projetada em 2018 por Daniel Quasar, artista queer não binário e designer gráfico americano. Bandeiras do orgulho inclusivo são observadas em paradas LGBT, em eventos durante o mês do orgulho ou em datas comemorativas, como o Dia Internacional do Orgulho LGBT e o Dia Internacional contra a Homofobia, a Transfobia e a Bifobia, usadas por organizações e ativistas LGBT, como a Aliança Nacional LGBTI+ no Brasil.
Críticas também foram feitas, como pela Associação da Parada do Orgulho GLBT de São Paulo, que defende usar a bandeira arco-íris tradicional, desenhada por Gilbert Baker.

## História e uso

Bandeira do orgulho da Filadélfia, desenhada por en

Ao longo dos anos, a bandeira do orgulho foi renovada várias vezes. Em 2017, Amber Hikes [en] atualizou a bandeira com cores pretas e marrons para incluir a diversidade racial sob o guarda-chuva do "orgulho". De acordo com a NBC News, Amber disse que "é um impulso para que as pessoas comecem a ouvir as pessoas de cor em nossa comunidade, comecem a ouvir o que estão dizendo e realmente acreditem nelas e digam 'O que posso fazer para ajudar a erradicar esses problemas em nossa comunidade?'". Antes da bandeira de Amber, existia a bandeira QPOC (pessoa queer de cor, em inglês:  queer person of color), que inclui punho erguido em diversas cores de pele, prestando solidariedade com o movimento de Vidas Negras Importam.
Em 2018, Daniel Quasar atualiza a bandeira para incluir as cores das bandeiras de Amber Hikes e Monica Helms. A bandeira consiste na bandeira arco-íris com uma divisa lateral, chamada na heráldica de asna (ou chevron), à esquerda com um triângulo branco, que representa pessoas intersexo, não binárias e inconformistas de gênero. Esse triângulo branco também é usado no Japão, para representar aqueles que morreram por crimes de ódio e coexistência com amizades que ainda resistem ou enfrentam sofrimentos. Porém, a cor branca nesta bandeira vem da bandeira trans, desenhada por Monica Helms, que acompanha as cores azul clara e rosa, representando pessoas trans, como homens trans, indivíduos transmasculinos, mulheres trans, indivíduos transfemininos, pessoas em transição ou com um gênero indefinido ou neutro. A listra preta já foi usada anteriormente para representar "aqueles vivendo com ou vidas perdidas por HIV/AIDS", na Bandeira da Vitória sobre a AIDS, desenhada na década de 1980.
Segundo Daniel Quasar, as cores adicionais, na seta de cinco listras, são para refletir "todos os aspectos de nossa comunidade". "Este novo design força o espectador a refletir sobre seus próprios sentimentos em relação à bandeira original do orgulho e seu significado, bem como as diferentes opiniões sobre quem essa bandeira realmente representa, ao mesmo tempo em que coloca em foco claro as necessidades atuais dentro de nossa comunidade", disse Quasar sobre seu design.

Bandeira do orgulho intersexo-inclusiva

Em 2021, Valentino Vecchietti, da Intersex Equality Rights UK, adaptou o design da bandeira Progress Pride para incorporar a bandeira intersexo, criando esta bandeira do Orgulho Intersexo-Inclusivo, postando através do Twitter e Instagram. Ela inclui um triângulo amarelo e um círculo roxo, para refletir a comunidade intersexual, e foi adotada como a nova bandeira do orgulho depois de viralizar na Internet. Essa bandeira apareceu na 27.ª Parada do Orgulho de Copacabana.
Cada cor tem seu significado, o vermelho representa a vida, laranjado cura, amarelo novas ideias, verde prosperidade, azul serenidade, violeta espírito, preto/marrom pessoas de cor ou soropositivas, branco/rosa/azul pessoas trans e amarelo/roxo intersexo.
A bandeira também já foi usada por empresas e entidades como Microsoft e Museu de Arte de São Paulo.

## Recepção
A recepção a novas variações e iterações da Bandeira do Orgulho foram mistas. Os apoiadores elogiaram o foco na inclusão e o destaque do papel e da discriminação das pessoas de cor na comunidade LGBT. Ao mesmo tempo, alguns expressaram preocupação de que as mudanças atuem apenas como uma "performance, criando a impressão de inclusão sem compromisso real", ou que tenham sido "por uma questão de marca", embora não reflitam quaisquer "passos materiais reais em direção à igualdade real". Outros permaneceram críticos, argumentando que o projeto original já atua como um símbolo de unidade, e enfatizaram que a bandeira original foi projetada sem qualquer dimensão racial em mente. Outros críticos chamaram as variações de "paternalistas" e que elas tiraram alguma "universalidade". Tanto a Bandeira do Orgulho da Filadélfia quanto a Bandeira do Orgulho do Progresso foram recebidas com alguma controvérsia e reação por essas razões, mas também elogios e adoção generalizada.
A iteração da bandeira do orgulho do progresso da Quasar é licenciada sob uma licença Creative Commons, que exclui o uso comercial, isso foi criticado por não estar de acordo com a intenção original de Baker para a primeira iteração da bandeira. A Quasar declarou abertamente que pequenas organizações podem usar a bandeira comercialmente e a licença foi escolhida para impor restrições às grandes corporações. Quasar afirmou que: "Um ponto de mudança para mim foi quando comecei a vê-la sendo usada de uma maneira com a qual eu pessoalmente não concordava. As empresas estavam arrebatando-a, fazendo coisas com ela e vendendo-a sem a minha atribuição. Era puramente o marketing baseado no capitalismo arco-íris… Se você vai ganhar dinheiro com algo que eu criei dentro da minha comunidade, é justo que você devolva não só para mim como artista, mas para a própria comunidade também". Críticas à bandeira também foram feitas por pessoas LGBTQ+ de cor, que sentiram que a bandeira, apesar de sua intenção inclusiva, foi criada sem consulta da comunidade.

## Galeria

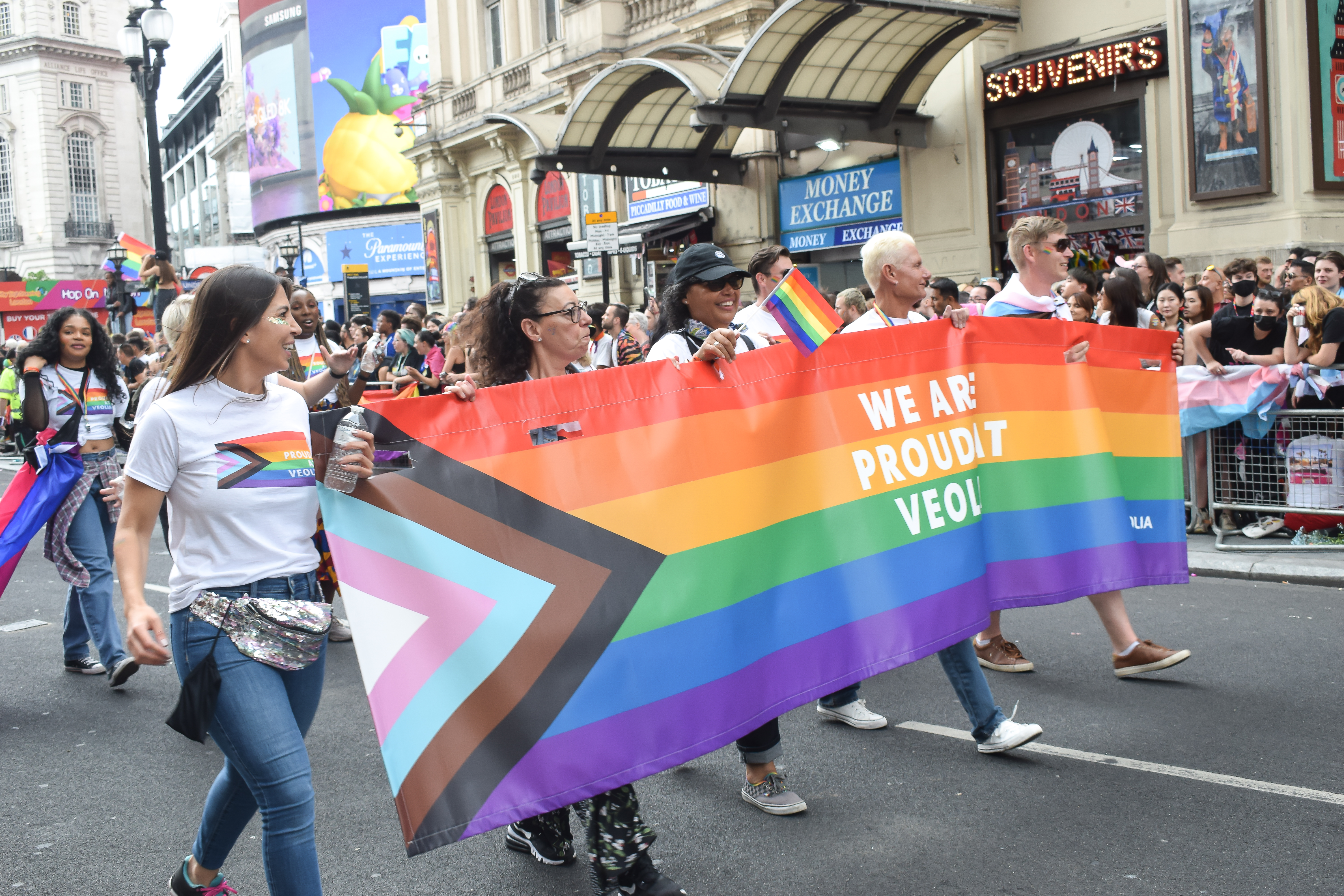
Parada de Londres, 2022
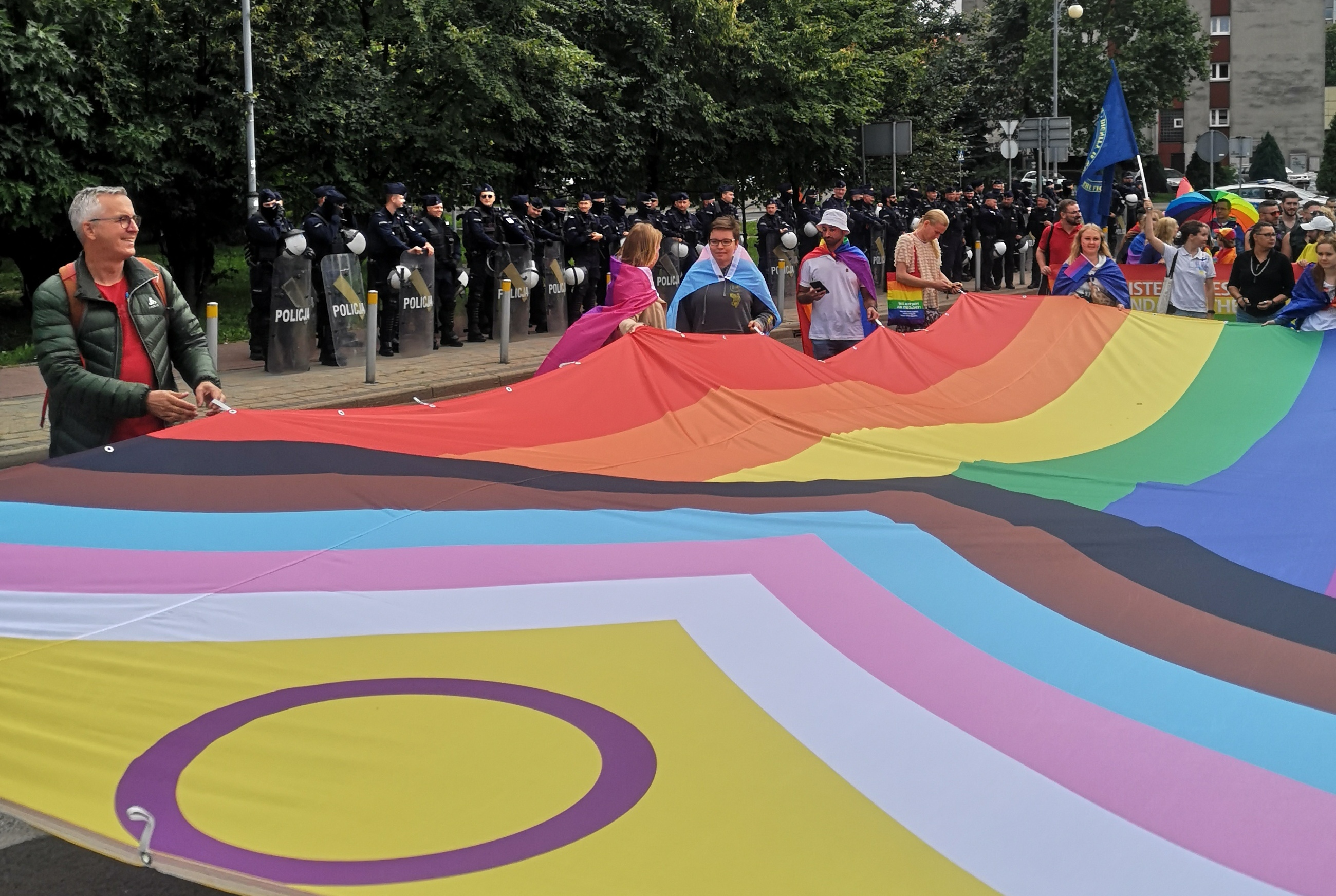
Parada em Odessa, 2022
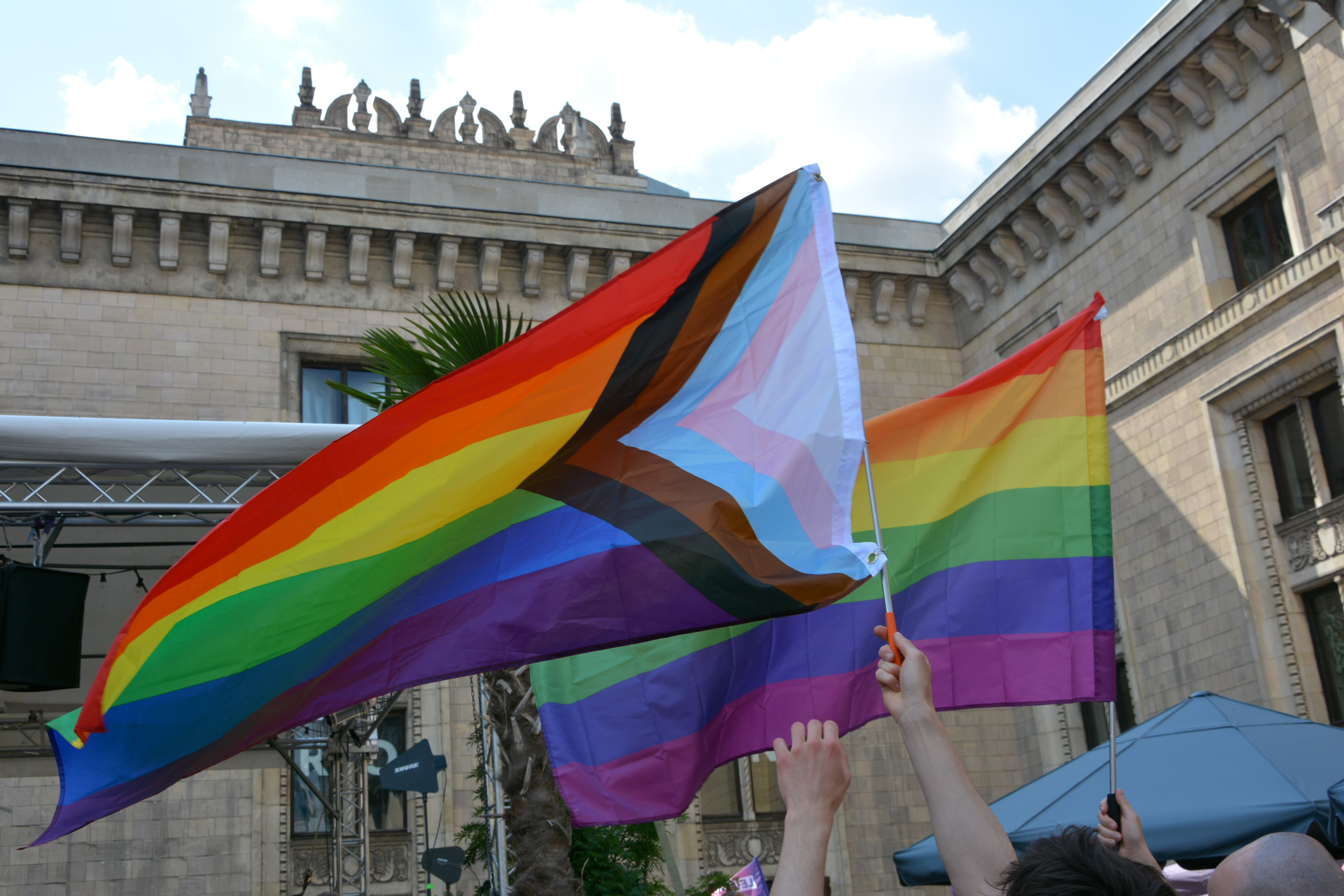
Parada da Igualdade de Varsóvia, 2021
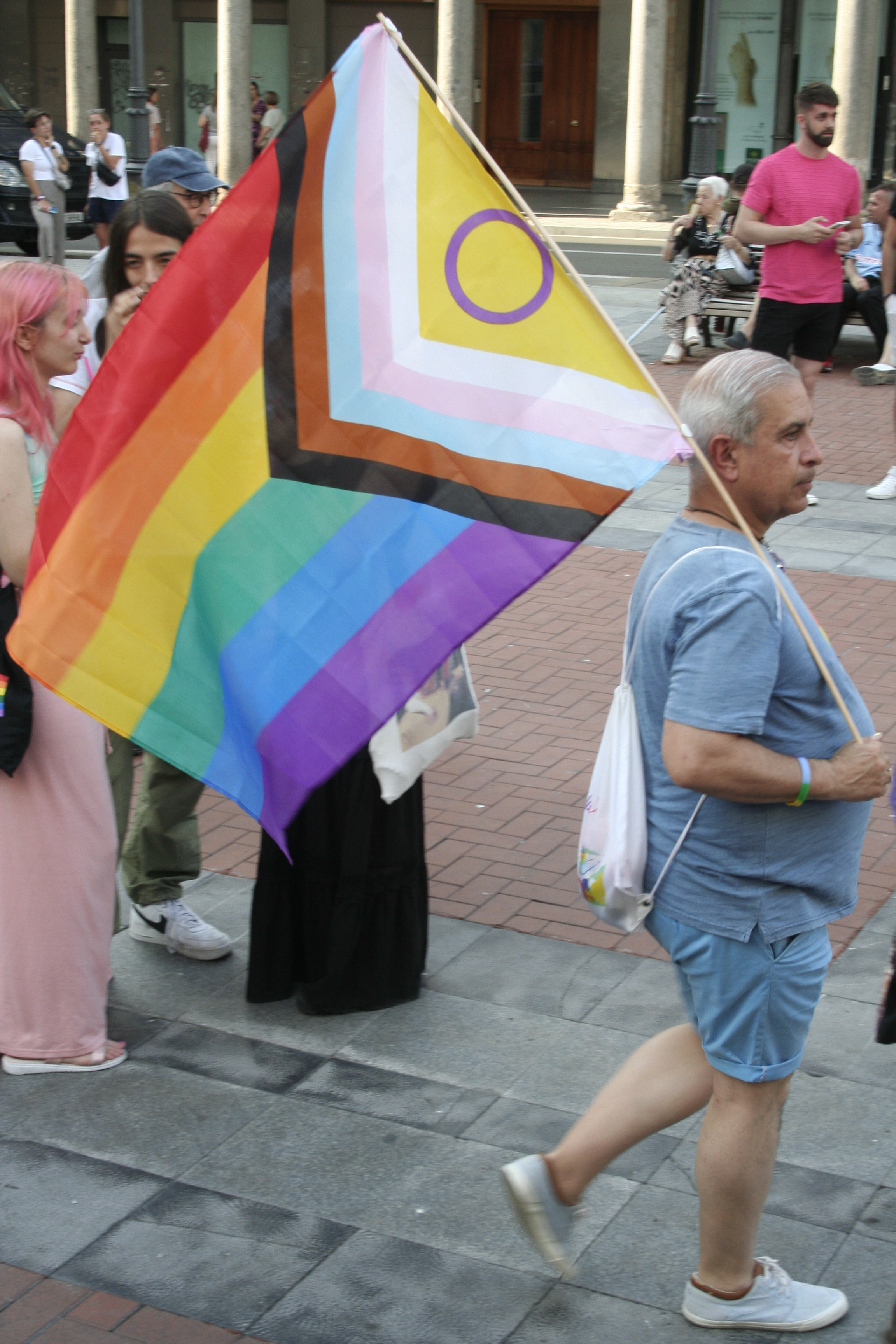
Parada de Valladolid, 2023
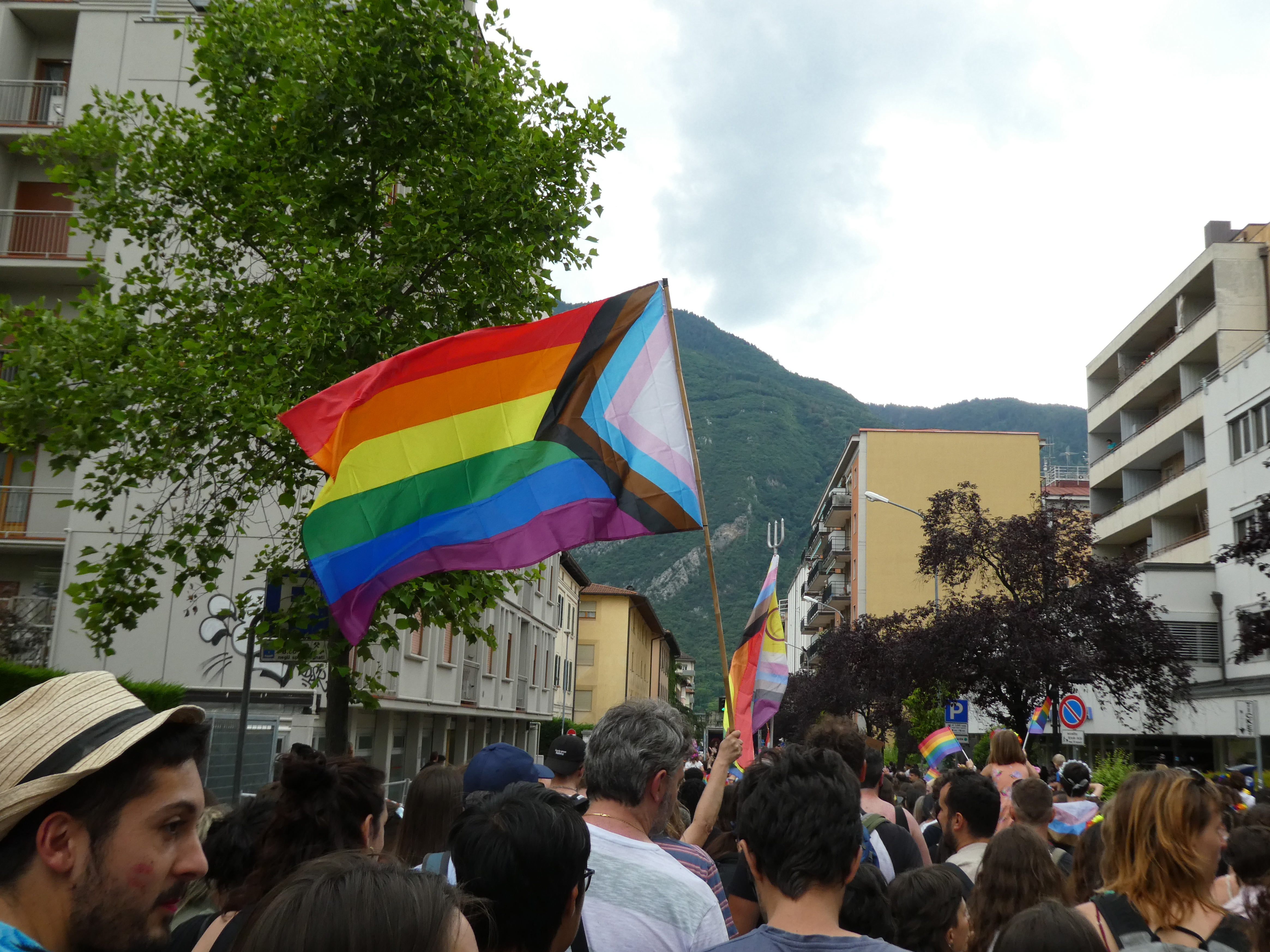
Parada de Dolomitas, 2023
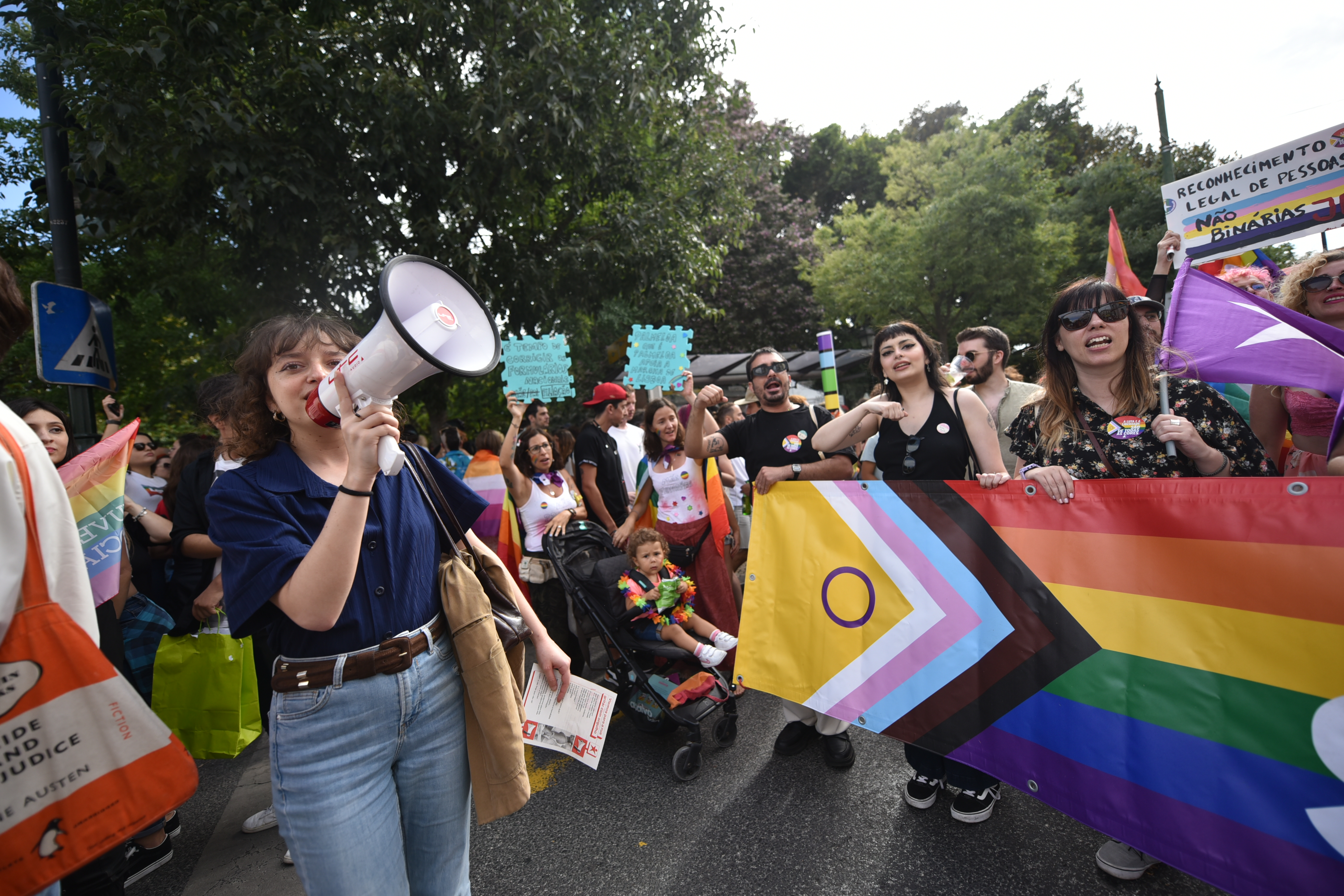
Marcha do Orgulho de Lisboa, 2022
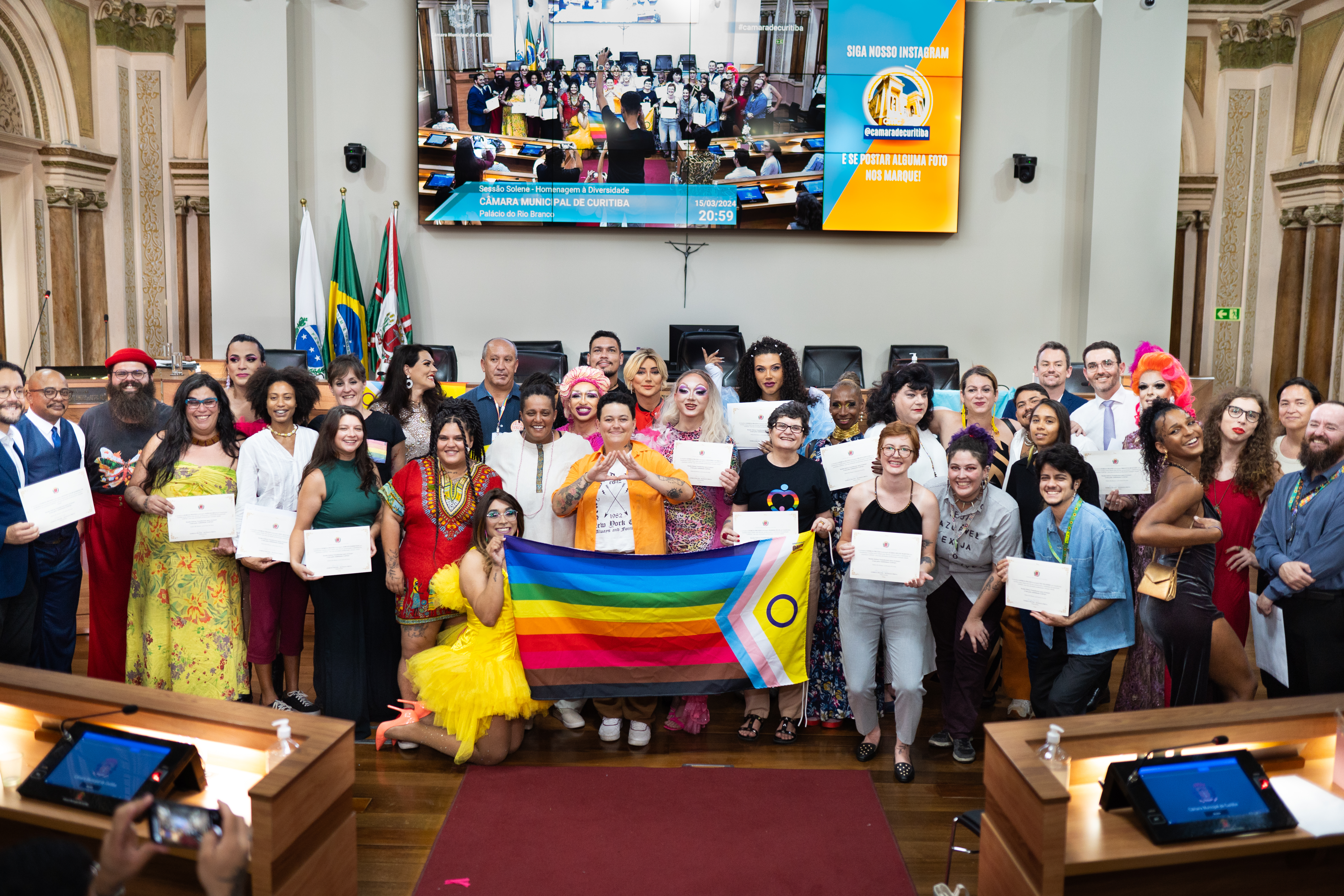
Câmara Municipal de Curitiba, 2024
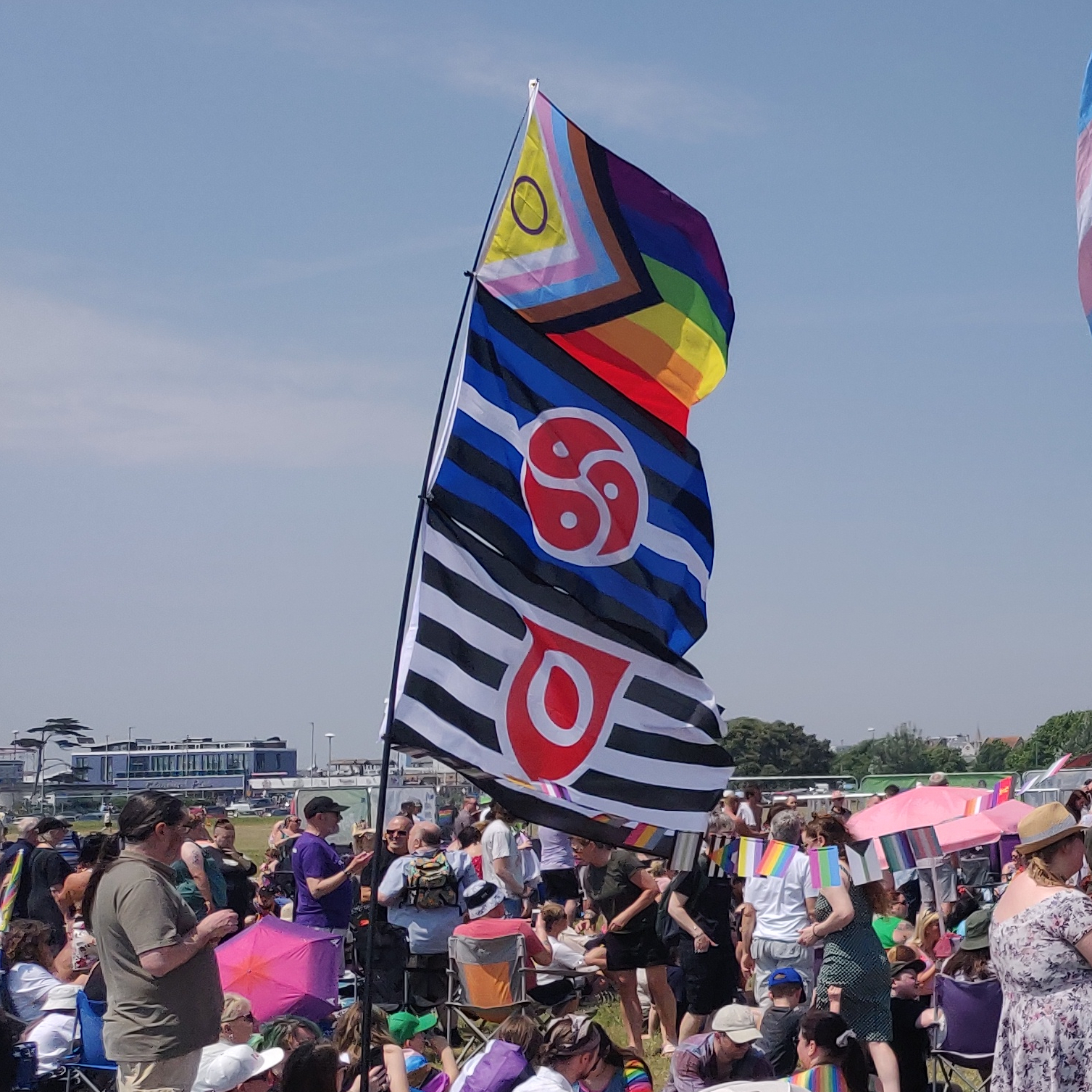
Parada de Portsmouth, 2023

## Bandeiras relacionadas

Arco-íris com asna branca, 2006[20]
Arco-íris de nove listras, 2018[48]
Nova bandeira do orgulho, 2017[49]
Bandeira da justiça social, 2018[50]
Progresso duplo, bi-inclusiva[51]
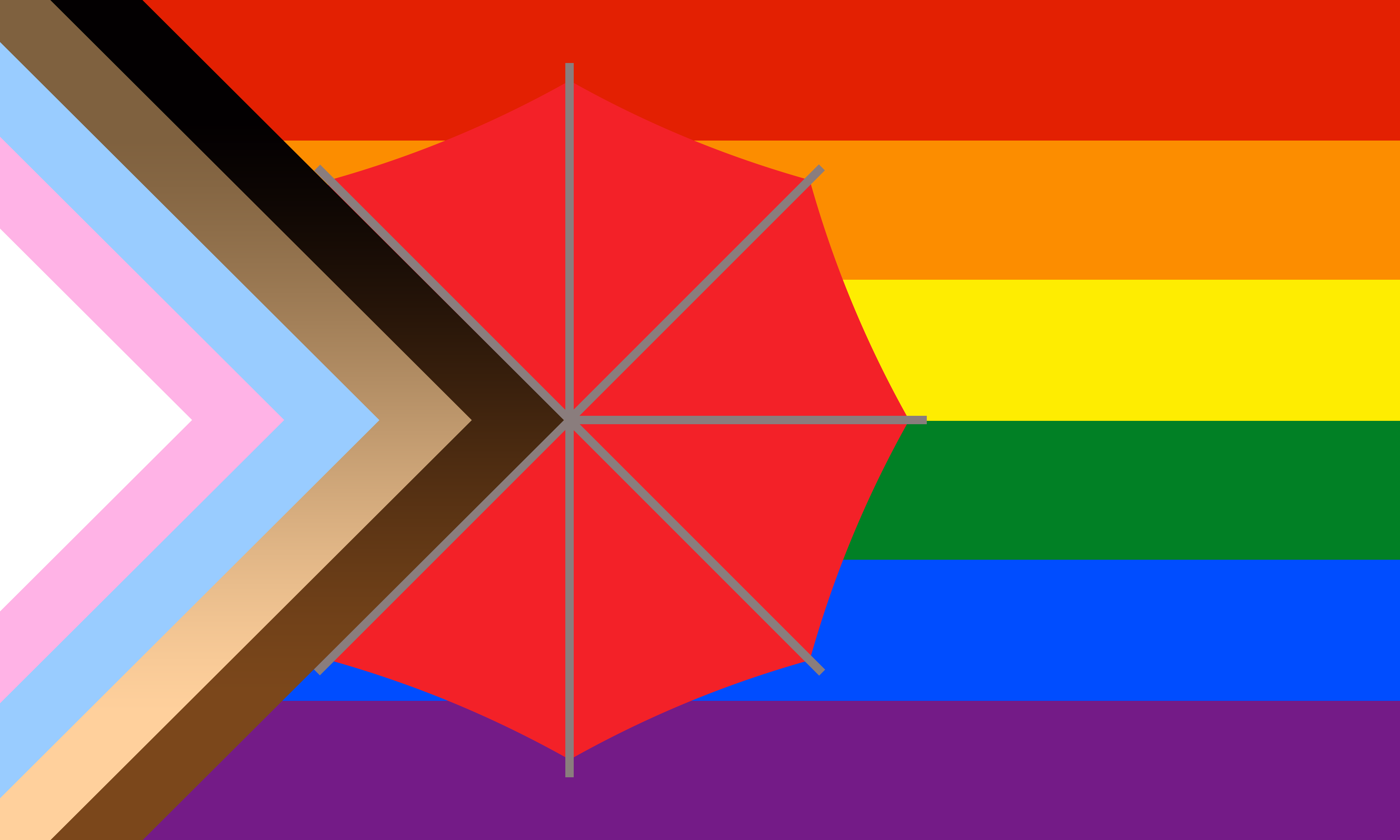
Bandeira positiva do trabalho sexual
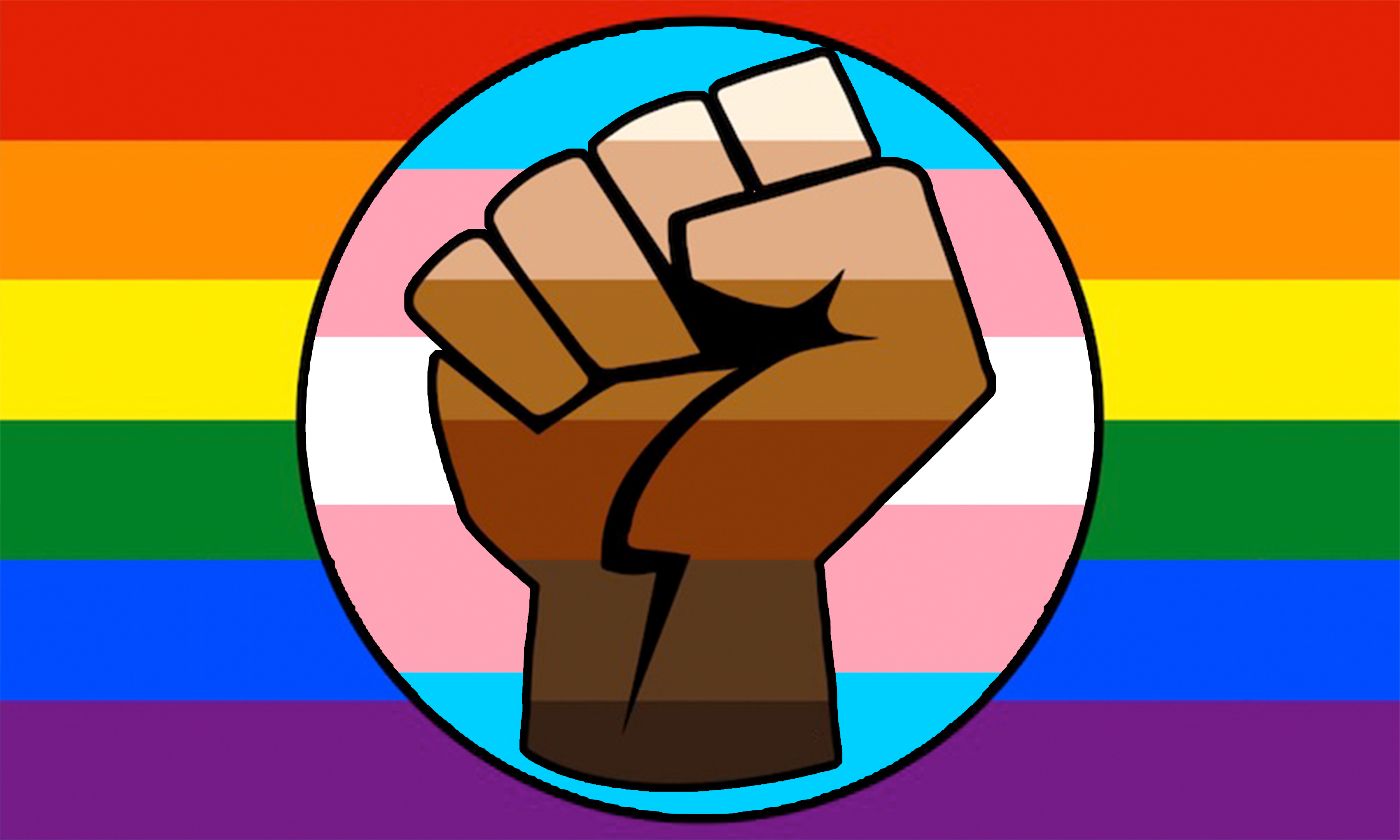
Punho erguido[53] trans-inclusiva